# Анцилла
Анциллы — это дополнительные биты, используемые для достижения определённых целей при вычислениях (например, в обратимых вычислениях). В классических вычислениях любой бит памяти может быть включен или выключен по желанию, не требуя для этого предварительного знания о состояниях или дополнительных ухищрений. Однако это не относится к квантовым вычислениям или классическим обратимым вычислениям. В этих моделях вычислений все операции с памятью компьютера должны быть обратимыми, а ведь включение или выключение бита приводит к потере информации о его начальном значении. По этой причине в квантовых алгоритмах невозможно детерминированно перевести биты в конкретное желаемое состояние, если только нет доступа к битам, исходное состояние которых известно заранее. Такие биты, значения которых известны априори, известны как биты анциллы в задачах квантового или обратимого вычисления.
Тривиальное использование анцилл состоит в сведении сложных квантовых вентилей к простым. Например, управляя анциллами, вентили Toffoli можно использовать в качестве вентиля CNOT или НЕ:29.
Для классического обратимого вычисления необходимо и достаточно одного анциллы для полного вычисления. Дополнительные анциллы теоретически не требуются, но могут упрощать схемотехнику:131.
В квантовых вычислениях квантовый катализ использует кубиты анциллы для хранения запутанных состояний, что позволяет выполнять задачи, которые обычно невозможны с локальными операциями и классической связью (LOCC). Квантовые компьютеры также используют анциллы для квантовой коррекции ошибок.